# مزرعة الحلق
مزرعة الحلق أو المزرعة الحلقية هي فحصٌ طبيٌ مخبري يُستعمل لتحديد وجود عدوًى بكتيرية أو فطرية في الحلق. تُؤخذُ عينةٌ من الحلق بواسطة مسح الحلق، ثم تُوضع في كوبٍ خاص (مزرعة) والتي تسمح بنمو العداوى. إذا نمى الكائن، فإنَّ المزرعة تعد إيجابية ووجود العدوى مؤكد. يُحدد نوع العدوى عبر المجهر الضوئي أو فحوصاتٍ كيميائية أو كليهما. إذا لم ينمو الكائن، فإنَّ المزرعة تُعد سلبية. من أكثر الكائنات المعدية والتي تُفحص بشكلٍ شائعٍ عبر مزرعة الحلق: المبيضة البيضاء والتي تعرف بإحداثها داء المبيضات الفموي، ومجموعة العِقديَّات A والتي تعرف بإحداثها التهاب البلعوم بالعقديات والحمى القرمزية وحمى الروماتزم. تُعد مزارع الحلق أكثر حساسيةً (حساسيتها 81%) من اختبار العقديات السريع (حساسيته 70%) لتشخيص التهاب البلعوم بالعقديات، ولكنهما متكافئتان بالنوعية.

## الغرض
يمكن إجراء مزرعة للحلق للتحقق من سبب التهاب البلعوم بالعقديات. تحدث معظم الحالات بسبب الالتهابات الفيروسية. ومع ذلك، في بعض الحالات، قد يكون سبب التهاب الحلق غير واضحٍ ويمكن استخدام مزرعة الحلق لتحديد ما إذا كانت العدوى بكتيرية. يمكن أن يؤدي تحديد الكائن المسؤول إلى توجيهٍ أفضل للعلاج.

## الطريقة
يُطلب من الشخص الذي سيُجرى له زراعة الحلق إمالة رأسه إلى الوراء وفتح فمه. يقوم بعدها أخصائي الصحة بالضغط على اللسان لأسفل باستخدام خافض اللسان ثم فحص الفم والحلق. تُفرك بعدها مسحةٌ نظيفةٌ على الجزء الخلفي من الحلق وحول اللوزتين وعلى أي مناطق حمراء أو تقرحاتٍ لجمع العينة.
يمكن أيضًا جمع العينة باستخدام غسيل الحلق. في هذا الفحص، يتغرغر المريض بكميةٍ صغيرة من الماء المالح ثم يبصق السائل في كوبٍ نظيف. تُعطي هذه الطريقة عينة أكبر من مسحة الحلق وقد تجعل المزرعة أكثر موثوقيةً.
قد تستغرق زراعة العقدية المقيحة 18-24 ساعةً عندما تنمو على درجة حرارة 37 درجة مئوية (درجة حرارة الجسم).